# Gàrxino (Lípetsk)
|  | Per a altres significats, vegeu «Gàrxino». |

Gàrxino (en rus: Гаршино) és un poble de l'óblast de Lípetsk, a Rússia, que el 2011 tenia 10 habitants. Pertany al districte rural d'Úsman.